# Upupa antaios
Upupa antaios, conhecida como poupa-de-santa-helena  é uma espécie extinta de ave da família Upupidae que foi endêmica da ilha de Santa Helena, no Atlântico Sul. Foi descrita com base em um esqueleto subfóssil incompleto encontrado na ilha em 1971. Era um Upupa de tamanho grande com o crânio e membros posteriores maiores e mais desenvolvidos que na Upupa epops, mas os membros anteriores eram reduzidos. Provavelmente extinguiu-se após 1502 com a colonização da ilha. A caça, destruição do habitat e introdução de predadores podem ter contribuído para a extinção.